# Fernsehturm Roermond
Der Fernsehturm Roermond (niederländisch Televisietoren Roermond) ist ein 197,69 Meter hoher Fernsehturm aus Stahlbeton in Roermond in den Niederlanden.

## Geschichte
Der Turm wurde 1957 errichtet und dient zur Grundnetzversorgung von Hörfunkprogrammen im UKW-Bereich und im TV-Bereich. Zu Analogzeiten reichte sein Sendesignal bis in den Raum Düsseldorf/Krefeld am Niederrhein und selbst östlich von Köln empfing man seine TV-Signale.
Im Juni 2008 wurde der Turm mit der Hilfe eines Lastenhubschraubers aus der Schweiz (Helog Heliswiss) umgebaut. Die alte, 22 m hohe, rot-weiße GFK-Antenne wurde durch die neue DVB-T-Sendeantenne von Kathrein ersetzt. Seit dem 1. Juli 2008 wird der Fernsehturm in Roermond wieder als DVB-T Sender genutzt, nachdem am 26. Mai 2007 der alte DVB-T-Sender abgeschaltet worden war. Der neue, nur noch 10 kW starke DVB-T-Fernsehsender sendet im UHF-Bereich unter anderem auf Kanal 54. Er versorgt vor allem die Region um Roermond. Ursprünglich sprach man in diversen Foren darüber, der Eigentümer KPN wolle den Sender als DVB-T-Standort ganz abschalten. Der Sender wurde zwar am 26. Mai 2007 abgeschaltet und vorübergehend durch drei neue Senderstandorte in Heerlen, Maastricht und Venlo ersetzt. Da man durch diverse Messungen seitens der niederländischen Regulierungsbehörde schon weit vorher festgestellt hatte, dass die drei geplanten Sender womöglich zur mobilen Versorgung und zum Inhouse-Empfang nicht ausreichen, koordinierte die KPN den Standort Roermond neu. Und somit strahlt der Sendemast Roermond neben den gewohnten UKW-Programmen auch wieder DVB-T aus. Durch das stark gerichtete Signal auf allen DVB-T-Kanälen ist der Empfang der niederländischen DVB-T-Programme am Niederrhein deutlich schwieriger (teilweise unmöglich) und mit hohem Aufwand verbunden.

## Frequenzen und Programme

### Analoger Hörfunk (UKW)
| Frequenz (MHz) | Programm       | RDS PS   | RDS PI | ERP (kW) | Antennendiagramm rund (ND)/gerichtet (D) | Polarisation horizontal (H)/vertikal (V) |
| -------------- | -------------- | -------- | ------ | -------- | ---------------------------------------- | ---------------------------------------- |
| 88,2           | NPO Radio 2    | RADIO_2_ | 8202   | 100      | ND                                       | V                                        |
| 90,9           | NPO 3FM        | __3FM___ | 8203   | 100      | ND                                       | V                                        |
| 94,5           | NPO Radio 4    | RADIO4NL | 8204   | 100      | ND                                       | V                                        |
| 96,1           | Qmusic Limburg | QMusic-L | –      | 0,3      | D                                        | V                                        |
| 100,3          | L1 Radio       | L1_Radio | 851D   | 100      | ND                                       | V                                        |
| 101,6          | Skyradio       | Skyradio | –      | 1,7      | D                                        | V                                        |
| 102,3          | Radio538       | Radio538 | –      | 2,5      | D                                        | V                                        |
| 104,8          | NPO Radio 1    | RADIO_1_ | 8201   | 100      | ND                                       | V                                        |

### Analoges Fernsehen (PAL)
Vor der Umstellung auf DVB-T diente der Sendestandort weiterhin für analoges Fernsehen:
| Kanal | Frequenz (MHz) | Programm | ERP (kW) | Sendediagramm rund (ND)/ gerichtet (D) | Polarisation horizontal (H)/ vertikal (V) |
| ----- | -------------- | -------- | -------- | -------------------------------------- | ----------------------------------------- |
| 5     | 175,25         | NPO 1    | 50       | ND                                     | H                                         |
| 31    | 551,25         | NPO 2    | 250      | ND                                     | H                                         |
| 34    | 575,25         | NPO 3    | 250      | ND                                     | H                                         |